# Hl. Kreuzauffindung (Enghausen)

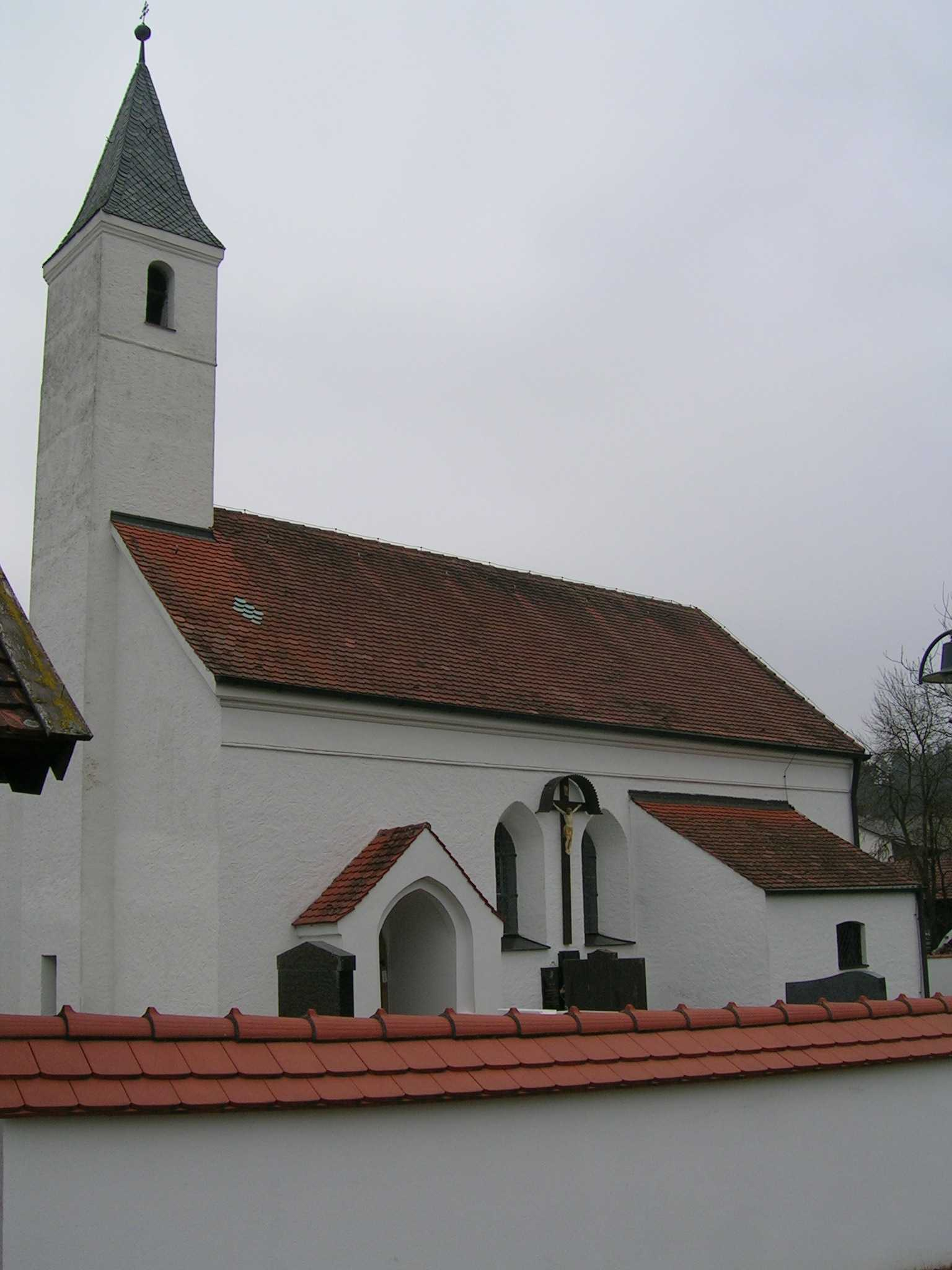
Katholische Filialkirche Hl. Kreuzauffindung in Enghausen

Die Kirche Hl. Kreuzauffindung ist eine Filialkirche der römisch-katholischen Pfarrei Priel (Pfarrverband Hörgertshausen-Gammelsdorf) in Enghausen (Gemeinde Mauern) im Landkreis Freising, Erzbistum München und Freising. Sie ist bekannt durch das Enghausener Kreuz, das als das älteste überlebensgroße Kruzifix und damit als das älteste Monumentalkreuz überhaupt gilt.

## Geschichte

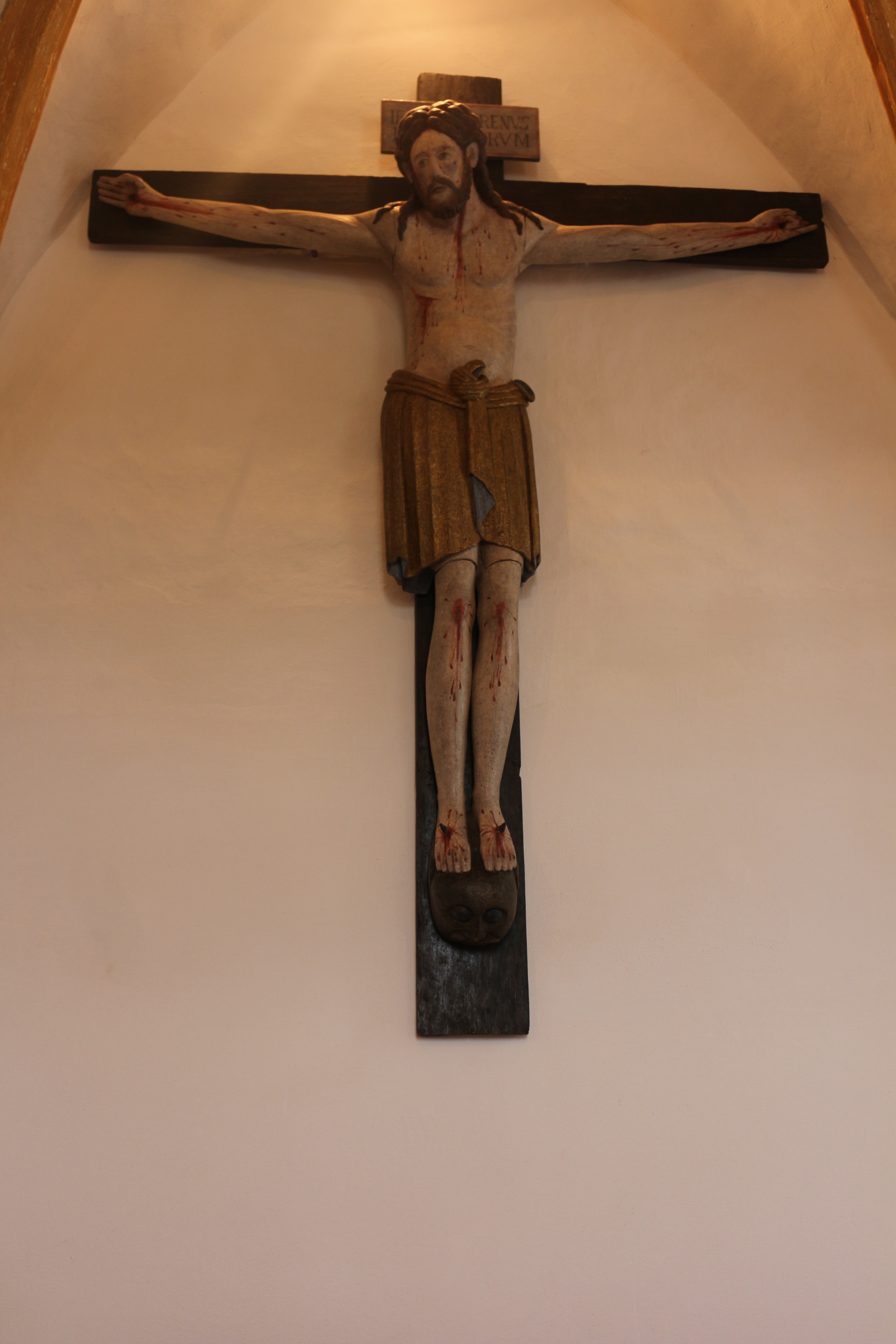
Enghausener Kreuz

Die Kirche wird bereits im Jahr 808 als „ecclesia eginonis“ (‚Kirche des Egino‘) urkundlich erwähnt. Um 1500 wurde die Kirche in Enghausen neu erbaut. Dabei kam es vermutlich zur Übernahme des (Enghausener) Kreuzes aus der Stiftskirche in Moosburg. Die Kirche gehört seit dem Jahr 1699 zur Pfarrei St. Johannes Baptist Priel, zuvor war sie der Stiftskirche in Moosburg inkorporiert. Nach 1699 wurden der Turm, das Langhaus und die Sakristei angebaut. Zu einem unbekannten Zeitpunkt wechselte die Kirche in Enghausen auch ihr Patrozinium. An die Stelle des hl. Stephanus trat die Auffindung des Hl. Kreuzes.
Im Jahr 2002 wurde mit der Konservierung und Restaurierung des historischen Enghausener Kreuzes begonnen, da die Fassung instabil und das Kreuz allgemein sehr verunreinigt war. Zu dieser Zeit wurde das Kreuz noch als romanischer Kruzifixus vom Ende des 12. Jahrhunderts eingeschätzt. Die Restaurierung brachte dann das genaue Alter des Enghausener Kreuzes ans Licht: Es stammt aus der Zeit um 890/900. Nach der abgeschlossenen Restaurierung wurde das Kreuz am 5. Mai 2006 wieder in die Filialkirche „Hl. Kreuzauffindung“ in Enghausen gebracht.

## Baubeschreibung
Die erste Kirche oder Kapelle von Eginhusan war wohl aus Holz, wann der erste Bau aus Stein errichtet wurde, ist unbekannt. Der jetzige stammt wohl aus der spätgotischen Zeit vor 1500. Er liegt etwas versteckt zwischen den Bauernhöfen und der kleine, schmale Turm ragt nur wenig über die Dächer hinaus. Er wirkt wie ein etwas höherer Dachreiter; er ist aber nur in das Langhaus integriert. Seine Mauern reichen bis zum Boden herunter. Dieser Turm, die Sakristei und das Langhaus wurden erst nach 1699 in dieser Form gebaut.

### Geschützes Baudenkmal
In der kurzen Beschreibung der Denkmalliste heißt es: „Gotischer Saalbau mit Polygonalchor, Dachreiter und angefügter Sakristei, wohl 15. Jahrhundert; mit Ausstattung“ Allerdings muss wohl zwischen dem spätgotischen Chor und den nach 1699 entstandenen anderen Gebäudeteilen wie Langhaus, Turm und Sakristei unterschieden werden. Die Ausstattung ist bei dieser kleinen Filialkirche sehr wichtig, denn zu ihr gehört das Enghausener Kreuz. Eine moderne Alarmanlage schützt die kleine Kirche und das kostbare Kreuz.

### Äußeres
Die Außenansicht der kleinen Kirche ist sehr schlicht, vor allem auf der Nordseite. Die Südseite ist gegliedert durch den kleinen Portalvorbau, den Sakristeianbau und das am Langhaus zwischen zwei Fenstern hängende Friedhofskreuz. Der Chor ist nicht eingezogen, er hat die Breite des Langhauses. Auf der Westseite steht der schmale Turm nicht neben dem Bau, er ist in das Langhaus integriert. Ein kleiner Friedhof mit Mauer umschließt die Filialkirche.

## Ausstattung

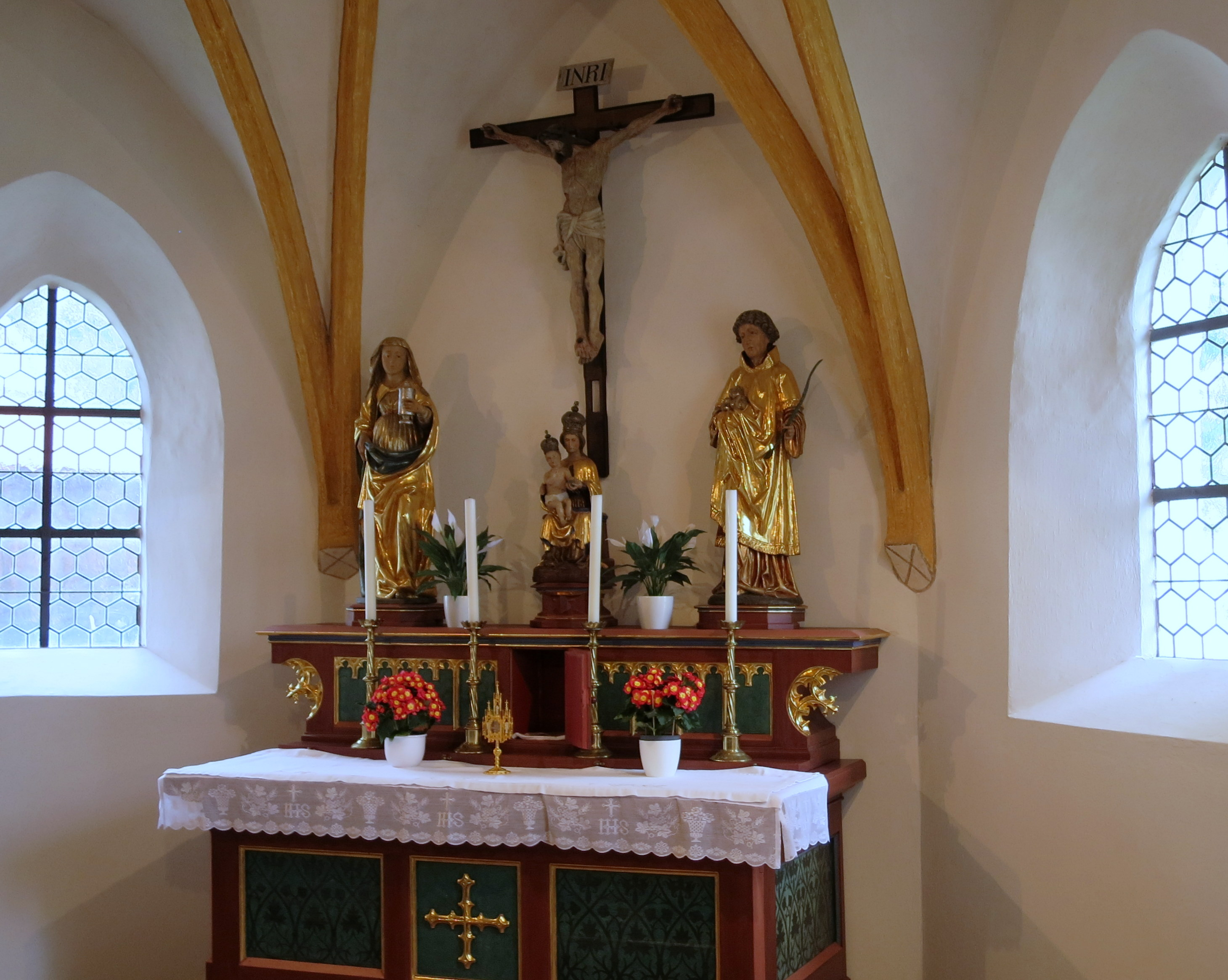
Altar mit herausgestellter Kreuzpartikel-Monstranz

- Hochaltar mit gotischem Vortragekreuz, davor sitzende Madonna mit dem Jesuskind, links die Hl. Magdalena und rechts der Hl. Stephan. Im Tabernakel die Monstranz mit dem Kreuzpartikel
- Hl. Peter und Paul mit Maria im Sternenkranz in der Mitte, an der rechten Wand des Altarraums (stammend von nicht mehr vorhandenen Seitenaltären)
- Hl. Martin, Hl. Leonhard und Hl. Blasius an der linken Wand des Altarraums (stammend von nicht mehr vorhandenen Seitenaltären)
- Enghausener Kreuz, dominierend an der linken Chorseite
- Großes Bild der Hl. Kreuzauffindung aus dem Ende des 19. Jahrhunderts an der linken Wandseite des Langhauses
- 14 kleine barocke Kreuzwegtafeln
- Vier Votivtafeln (datiert 1635 bis 1851), darunter als älteste die des „Johann homair“ dargestellt mit seiner Familie
- Drei Glocken (mittlere und große Glocke, 1950 in Bruckberg von der Fa. Will gegossen, Arme-Seelen-Glocke), regelmäßig zum Angelus-Gebet und bei heranziehendem Unwetter von der Mesnerin geläutet

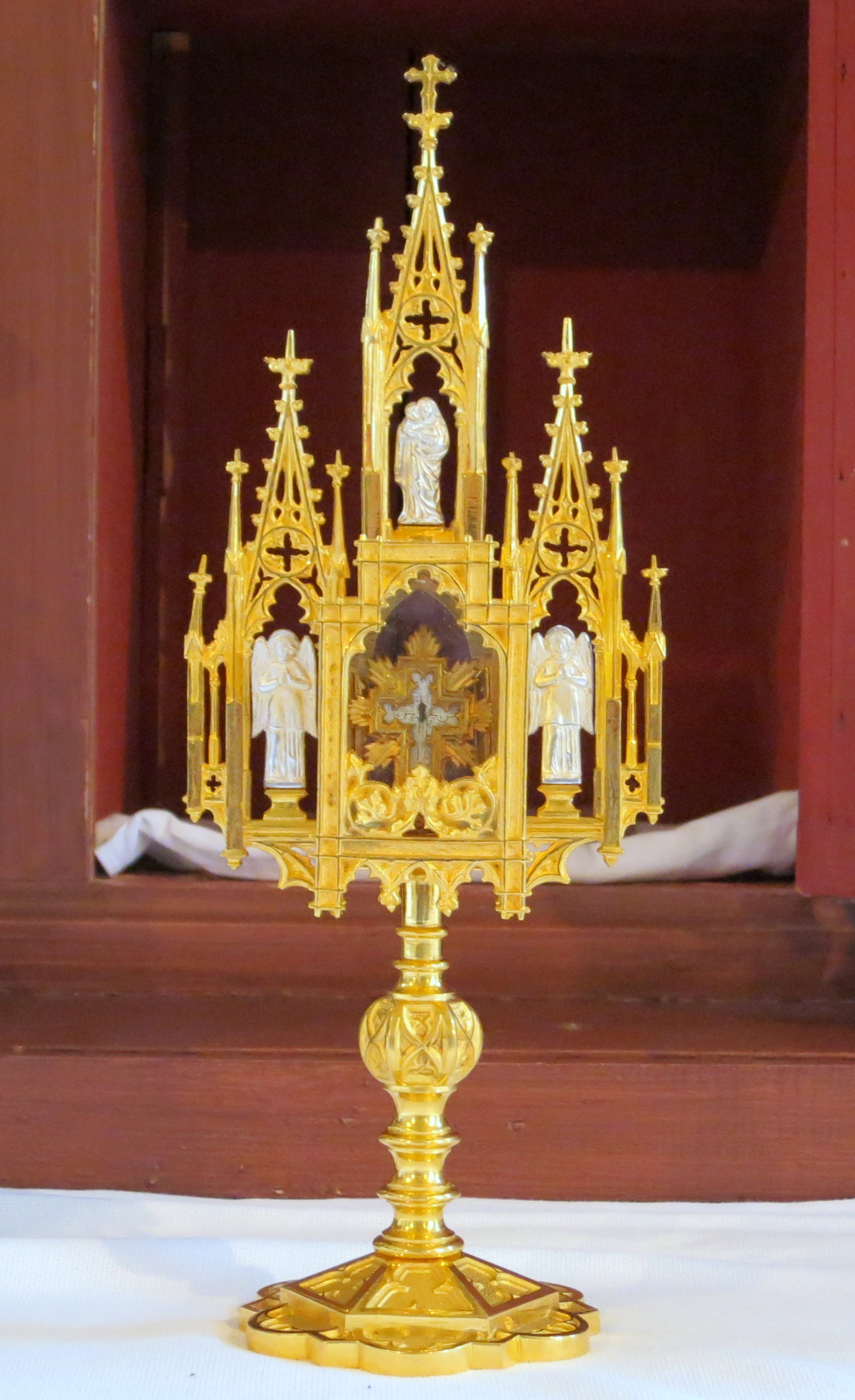
Monstranz
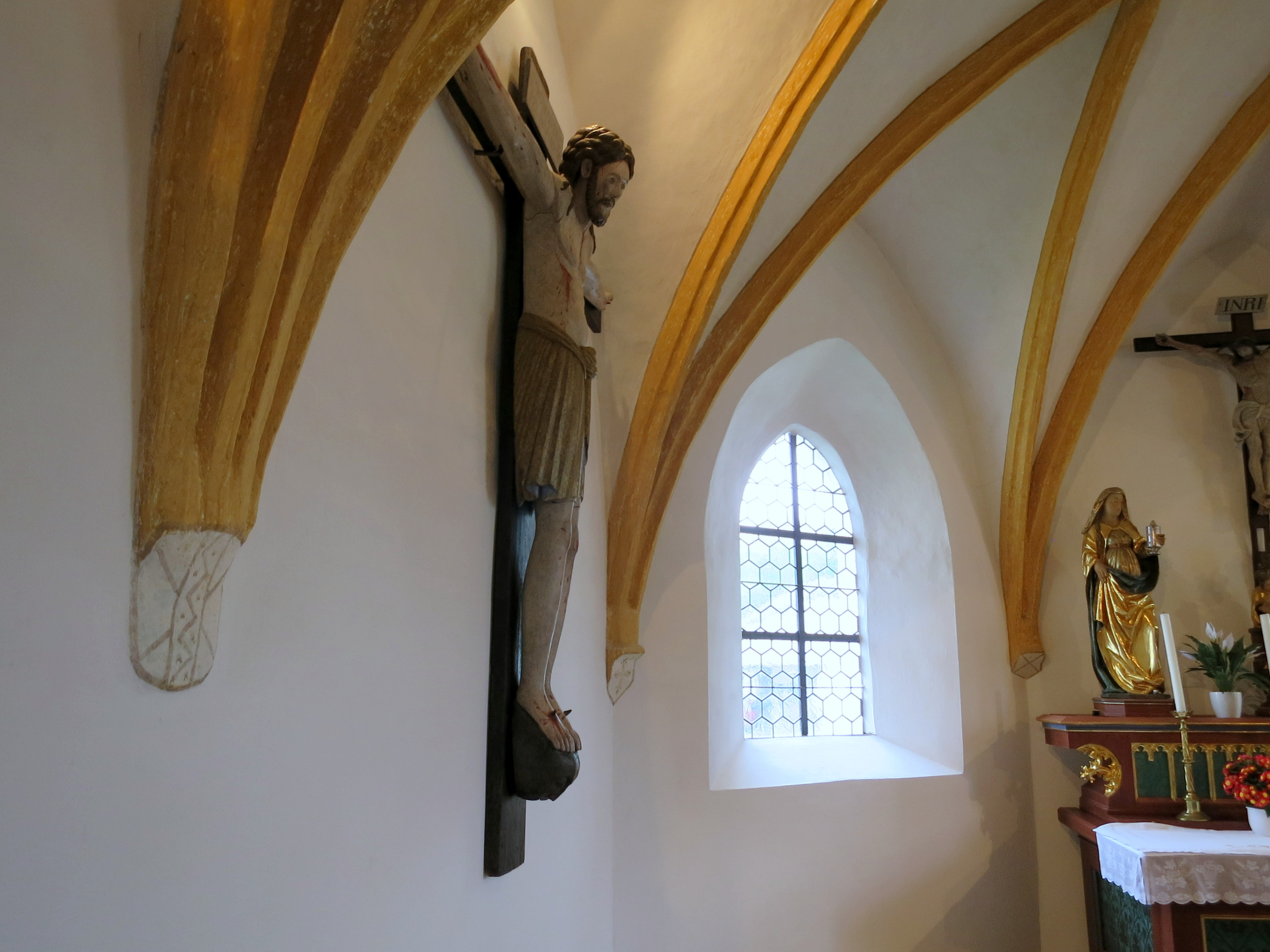
Enghausener Kreuz, seitlich gehängt
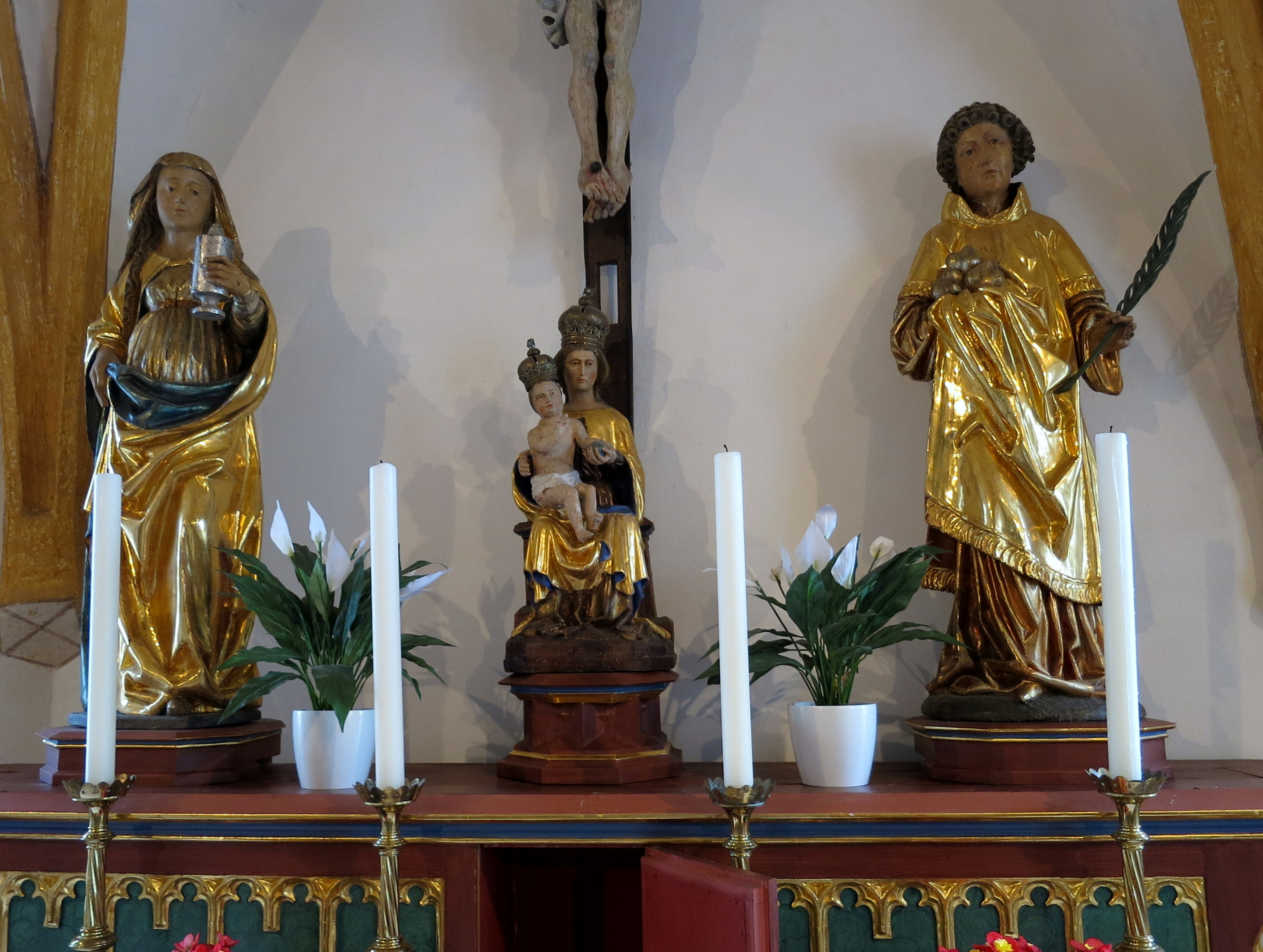
Die Heiligen des Hochaltars
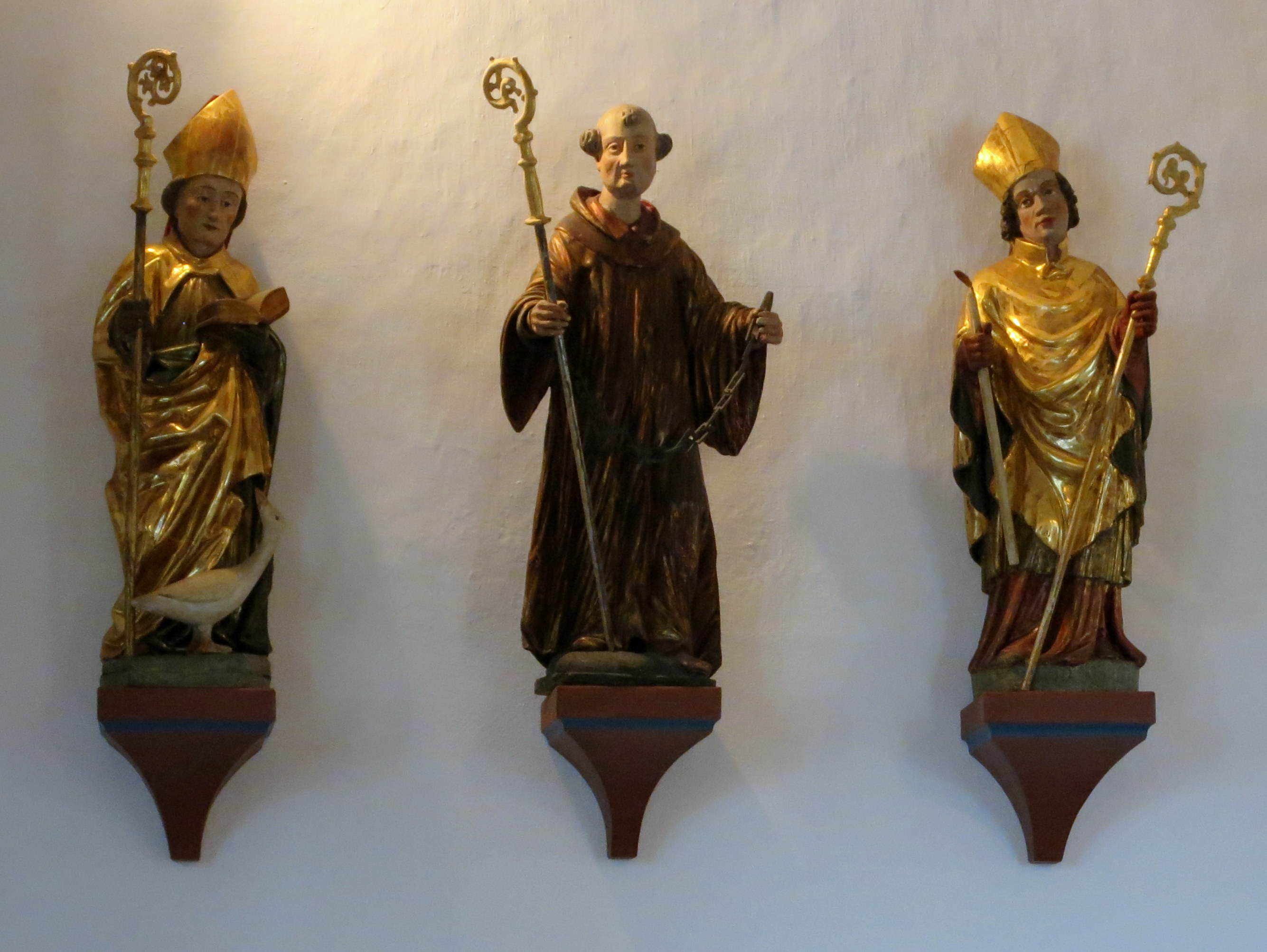
Heilige links im Chor
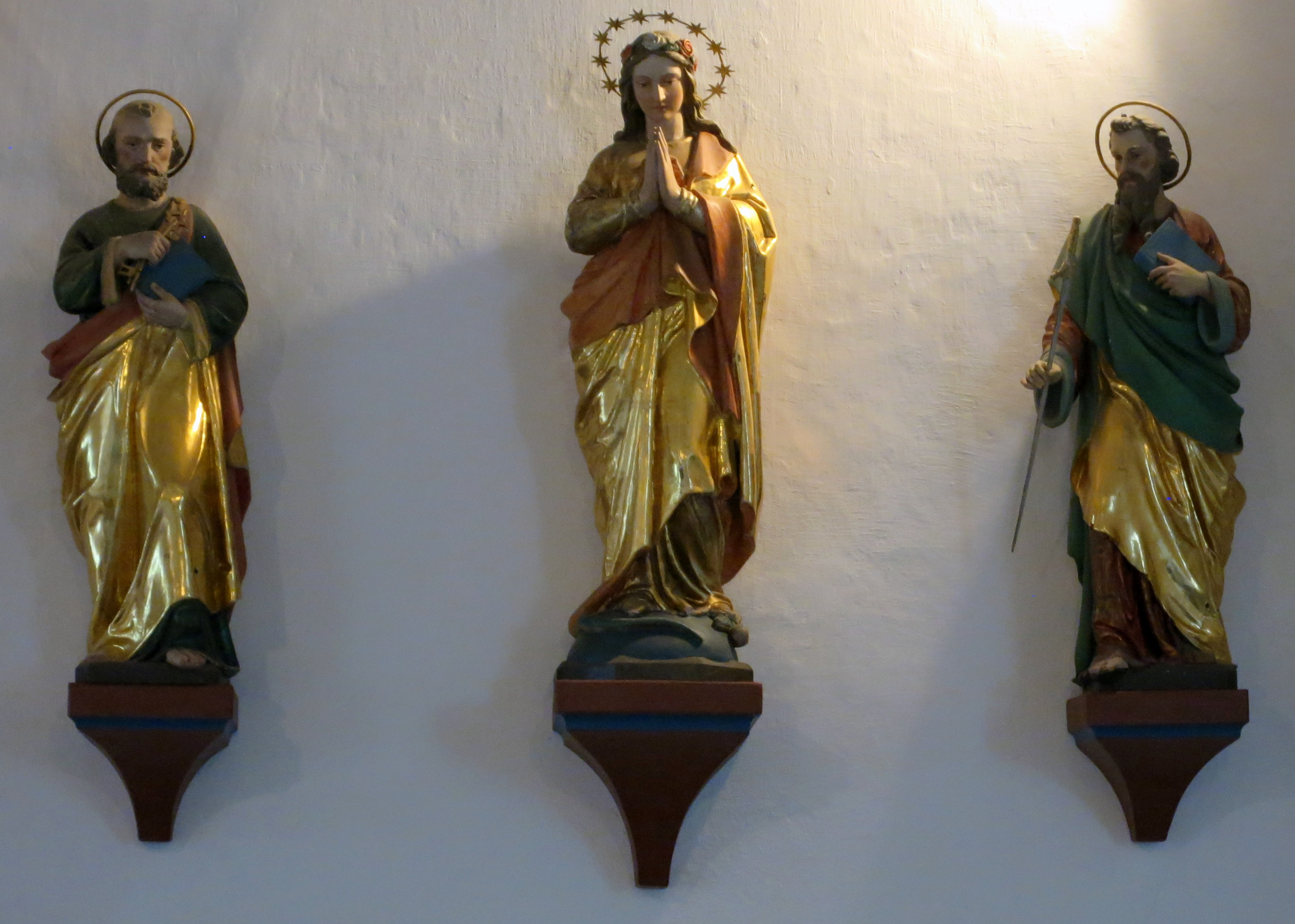
Heilige rechts im Chor

## Ortsgeschichte
Ein großer Bombensplitter von der Bombardierung Enghausens im Februar 1945 hängt unter der Empore. Er erinnert (zusammen mit einem Zeitungsartikel und dem Sterbebildchen einer Frau) an die Zerstörung vieler Hausdächer durch die Bomben und die Tötung einer Bäuerin durch die Splitterwirkung der Bomben.